# Romain Arneodo
Romain Arneodo (* 4. August 1992 in Cannes, Frankreich) ist ein monegassischer Tennisspieler.

## Karriere
Romain Arneodo spielt hauptsächlich auf der ATP Challenger Tour und der ITF Future Tour. Er feierte bislang einen Einzel- und zwölf Doppelsiege auf der Future Tour. In Manerbio gelang ihm an der Seite von Hugo Nys sein erster Erfolg auf der Challenger Tour, als sie im Finale das topgesetzte Duo Michail Jelgin und Roman Jebavý in drei Sätzen schlugen.
Sein Debüt im Doppel auf der ATP World Tour gab er im April 2014 bei den Monte-Carlo Rolex Masters, wo er zusammen mit Benjamin Balleret ein Doppelpaar bildete. Sie gewannen völlig überraschend ihre ersten beiden Partien, ehe sie im Viertelfinale an Daniel Nestor und Nenad Zimonjić scheiterten.
Romain Arneodo spielt seit 2014 für die monegassische Davis-Cup-Mannschaft. Er hat im Einzel eine Bilanz von 10:5 und im Doppel von 5:3 aufzuweisen.

## Erfolge
| Legende (Anzahl der Siege) |
| Grand Slam                 |
| ATP Finals                 |
| ATP Tour Masters 1000 (1)  |
| ATP Tour 500               |
| ATP Tour 250 (2)           |
| ATP Challenger Tour (17)   |

| ATP-Titel nach Belag |
| -------------------- |
| Hartplatz (1)        |
| Sand (2)             |
| Rasen (0)            |

### Doppel

#### Turniersiege

##### ATP Tour
| Nr. | Datum           | Turnier     | Belag     | Partner        | Finalgegner                    | Ergebnis          |
| --- | --------------- | ----------- | --------- | -------------- | ------------------------------ | ----------------- |
| 1.  | 4. August 2019  | Los Cabos   | Hartplatz | Hugo Nys       | Dominic Inglot Austin Krajicek | 7:5, 5:7, [16:14] |
| 2.  | 13. April 2025  | Monte Carlo | Sand      | Manuel Guinard | Julian Cash Lloyd Glasspool    | 1:6, 7:68, [10:8] |
| 3.  | 26. August 2025 | Umag        | Sand      | Manuel Guinard | Patrik Trhac Marcus Willis     | 7:5, 7:62         |

##### ATP Challenger Tour
| Nr. | Datum              | Turnier                    | Belag         | Partner              | Finalgegner                               | Ergebnis           |
| --- | ------------------ | -------------------------- | ------------- | -------------------- | ----------------------------------------- | ------------------ |
| 1.  | 26. August 2017    | Manerbio                   | Sand          | Hugo Nys             | Michail Jelgin Roman Jebavý               | 4:6, 7:63, [10:5]  |
| 2.  | 11. November 2017  | Montevideo                 | Sand          | Fernando Romboli     | Ariel Behar Fabiano de Paula              | 2:6, 6:4, [10:8]   |
| 3.  | 21. Januar 2018    | Koblenz                    | Hartplatz (i) | Sam Weissborn        | Sander Arends Antonio Šančić              | 6:75, 7:5, [10:6]  |
| 4.  | 18. Februar 2018   | Cherbourg-Octeville        | Hartplatz (i) | Sam Weissborn        | Antonio Šančić Ken Skupski                | 6:3, 1:6, [10:4]   |
| 5.  | 10. März 2018      | Santiago de Chile          | Sand          | Jonathan Eysseric    | Guido Andreozzi Guillermo Durán           | 7:64, 1:6, [12:10] |
| 6.  | 5. Januar 2019     | Orlando                    | Hartplatz     | Andrej Wassileuski   | Gonçalo Oliveira Andrea Vavassori         | 7:62, 2:6, [15:13] |
| 7.  | 3. Februar 2019    | Cleveland                  | Hartplatz (i) | Andrej Wassileuski   | Robert Galloway Nathaniel Lammons         | 6:4, 7:64          |
| 8.  | 24. März 2019      | Lille                      | Hartplatz (i) | Hugo Nys             | Jonathan Erlich Fabrice Martin            | 7:5, 5:7, [10:8]   |
| 9.  | 29. September 2019 | Orléans                    | Hartplatz (i) | Hugo Nys             | Hans Podlipnik-Castillo Sam Weissborn     | 6:75, 6:3, [10:1]  |
| 10. | 20. November 2021  | Pau                        | Hartplatz (i) | Sam Weissborn        | Aisam-ul-Haq Qureshi David Vega Hernández | 6:4, 6:2           |
| 11. | 11. Juni 2022      | Lyon                       | Sand          | Jonathan Eysseric    | Sander Arends David Pel                   | 7:5, 4:6, [10:4]   |
| 12. | 22. Oktober 2022   | Vilnius                    | Hartplatz (i) | Sam Weissborn        | Dan Added Théo Arribagé                   | 6:4, 5:7, [10:5]   |
| 13. | 29. Januar 2023    | Ottignies-Louvain-la-Neuve | Hartplatz (i) | Sam Weissborn        | Roman Jebavý Adam Pavlásek                | 6:4, 6:3           |
| 14. | 13. Mai 2023       | Mauthausen                 | Sand          | Sam Weissborn        | Constantin Frantzen Hendrik Jebens        | 6:4, 6:2           |
| 15. | 9. Juni 2024       | Heilbronn                  | Sand          | Geoffrey Blancaneaux | Jakob Schnaitter Mark Wallner             | 7:65, 5:7, [10:3]  |
| 16. | 29. September 2024 | Lissabon                   | Sand          | Théo Arribagé        | George Goldhoff Fernando Romboli          | 6:2, 6:3           |
| 17. | 14. Juni 2025      | Perugia                    | Sand          | Manuel Guinard       | Robin Haase Vasil Kirkov                  | 3:6, 6:3, [10:5]   |

#### Finalteilnahmen
| Nr. | Datum            | Turnier     | Belag | Partner       | Finalgegner                        | Ergebnis          |
| --- | ---------------- | ----------- | ----- | ------------- | ---------------------------------- | ----------------- |
| 1.  | 28. Februar 2021 | Córdoba     | Sand  | Benoît Paire  | Rafael Matos Felipe Meligeni Alves | 4:6, 1:6          |
| 2.  | 16. April 2023   | Monte-Carlo | Sand  | Sam Weissborn | Ivan Dodig Austin Krajicek         | 0:6, 6:4, [12:14] |